# Der heimliche Aufmarsch

Der heimliche Aufmarsch (en français Le Déploiement secret) est un poème d'Erich Weinert écrit en 1927. Il a été mis en musique par Wladimir Vogel en 1929 à l'occasion de la première Journée internationale de la paix. Der heimliche Aufmarsch a ensuite été interprété par le chanteur et acteur allemand Ernst Busch à la fin du film de Victor Trivas La Zone de la mort, sur une nouvelle mélodie de Hanns Eisler.
Hanns Eisler en retravailla la musique en 1938 et Ernst Busch rechanta Der heimliche Aufmarsch aux congrès du Parti communiste d'Allemagne (KPD) où la chanson acquit une certaine notoriété.
Der heimliche Aufmarsch fait aussi partie des chansons qu'Ernst Busch chanta durant la guerre d'Espagne.

## Paroles
| Texte allemand | Traduction |
| --- | --- |
| Es geht durch die Welt ein Geflüster Arbeiter, hörst du es nicht? Das sind die Stimmen der Kriegsminister Arbeiter, hörst du sie nicht!? Es flüstern die Kohle- und Stahlproduzenten Es flüstert die chemische Kriegsproduktion Es flüstert von allen Kontinenten Mobilmachung gegen die Sowjetunion! Refrain: Arbeiter, Bauern, nehmt die Gewehre Nehmt die Gewehre zur Hand Zerschlagt die faschistische Räuberheere Setzt eure Herzen in Brand! Pflanzt eure roten Banner der Arbeit Auf jeden Acker, auf jede Fabrik Dann steigt aus den Trümmern der alten Gesellschaft Die sozialistische Weltrepublik! Arbeiter horch, sie ziehn ins Feld Und schreien für Nation und Rasse! Das ist der Krieg der Herrscher der Welt Gegen die Arbeiterklasse Denn der Angriff gegen die Sowjetunion Ist der Stoß ins Herz der Revolution! Und der Krieg der jetzt durch die Länder geht Ist der Krieg gegen dich, Prolet! Refrain | On chuchote de par le monde : Travailleurs, n'entendez-vous pas ? Ce sont les voix du ministre de la Guerre : Travailleurs, n'entendez-vous pas ? Les producteurs de charbon et d'acier murmurent, On murmure à la production d'armes chimiques, Il murmure de tous les continents : Mobilisation générale contre l'Union soviétique ! Refrain: Travailleurs, paysans, prenez les armes, Prenez vos armes à la main. Détruisez le règne des bandits fascistes, Mettez-vous tous au combat ! Plantez le drapeau rouge des travailleurs Sur chaque rampe de chaque usine. Et sortira alors des ruines de l'ancienne société La République socialiste mondiale ! Écoutez, travailleurs, ils marchent dans les champs, Et crient : « Pour la nation ! Pour la race ! » C'est la guerre des dirigeants du monde Contre la classe ouvrière. Parce que l'attaque contre l'Union soviétique Est une flèche au cœur de la Révolution La guerre se répand maintenant dans le monde C'est une guerre contre toi, prolétaire ! Refrain |

## Explication
L'idée était répandue entre 1929 et 1933 que l'Union soviétique était la nation du progrès et le cœur de la révolution socialiste, et qu'il fallait donc la défendre contre tout. Le vocabulaire martial et simple du texte situent la chanson comme Kampfmusik, c'est-à-dire une chanson militante pour activer et éduquer les masses à la lutte révolutionnaire.

## Postérité
Une première version comportait comme paroles sie ziehen ins Feld! / Doch nicht für Nation und Rasse! (« ils font campagne ! / Mais ni pour la Nation ni pour la Race »). Une version ultérieure comporte sie ziehen ins Feld! / Und schreien "Für Nation und Rasse!" (« ils font campagne! / et crient "pour la Nation et pour la Race" »).
La chanson a continué à avoir beaucoup de succès après la Seconde Guerre mondiale, comme en témoignent les nombreuses interprétations qui suivirent en russe,, comme en suédois par le groupe Knutna Nävar, en allemand.
La chanson a d'ailleurs été réécrite sous le titre Der offene Aufmarsch (« le déploiement ouvert ») où la menace n'est plus le fascisme mais bien l'impérialisme occidental. Les paroles sont similaires à celles de Der heimliche Aufmarsch si ce n'est que l'ennemi est toujours l'Occident et que le socialisme est une « puissance mondiale ». La nouvelle chanson a été là encore interprétée plusieurs fois.